# Bitwa pod Naseby
Bitwa pod Naseby – starcie zbrojne, które miało miejsce 14 czerwca 1645 podczas angielskiej wojny domowej.
Bitwa pod Naseby była kluczową bitwą pierwszej angielskiej wojny domowej. Główna armia króla Karola I (11 000 żołnierzy, w tym 7000 jazdy) została zniszczona przez wojska parlamentu, dowodzone przez Thomasa Fairfaxa (14 000 żołnierzy, w tym 7000 jazdy).

## Kampania
Na początku 1645 większość doradców króla Karola chciało zaatakować armię Parlamentu nowego typu (New Model Army), gdy ta jeszcze była formowana. Książę Rupert proponował zamiast tego marsz na północ, by odzyskać północną Anglię i połączyć się z silami Rojalistów w Szkocji, którymi dowodził James Montrose. Ten właśnie punkt widzenia został przyjęty, pomimo tego, że królewska armia musiała być osłabiona przez odejście wojsk Goringa, by utrzymać zachodni kraj i podtrzymać oblężenie Taunton.
W międzyczasie, po nieudanej próbie odsieczy Taunton, parlamentarny Komitet Dwóch Królestw (Committee of Both Kingdoms) skierował Fairfaxa do oblężenia królewskiej stolicy z czasu tej wojny, Oksfordu. Początkowo król Karol z zadowoleniem przywitał ten ruch, gdyż w ten sposób Fairfax nie mógł wmieszać się w walkę na północy Anglii. W końcu maja uświadomiono go jednak, że Oksford jest niedostatecznie zaopatrzony i nie będzie się długo bronił. By odciągnąć uwagę Fairfaxa, Rojaliści zaatakowali 31 maja garnizon Parlamentu w Leicester. Uczyniwszy to, książę Rupert i królewska rada zmienili swoją poprzednią decyzję i postanowili ruszyć na południe, żeby ratować Oksford.
Strata Leicester zaalarmowała rzeczywiście Parlament, a Fairfax, wobec zmienionej sytuacji, dostał instrukcje, by stoczyć bitwę z głównymi siłami króla Karola I. Dnia 5 lipca wyruszył z Oksfordu. Jego czołowe oddziały starły się 12 czerwca z podjazdami Rojalistów koło Daventry, alarmując króla o swojej obecności.
Fairfax był bardzo skłonny do bitwy. Z posiłkami przybył ponownie mianowany na generała lejtnanta (Lieutenant General) Oliver Cromwell, przyprowadziwszy ze sobą kawalerię. Armia nowego typu (New Model Army) ruszyła pośpiesznie za Rojalistami i Henry Ireton zaatakował wysunięte placówki nieprzyjaciela, położone 10 km na południe od armii Rojalistów. Król musiał teraz albo zgodzić się na bitwę, albo wycofać, mając Fairfaxa na karku. Dnia 14 czerwca, popędzany przez Ruperta, podjął poprzedni kierunek.

## Bitwa

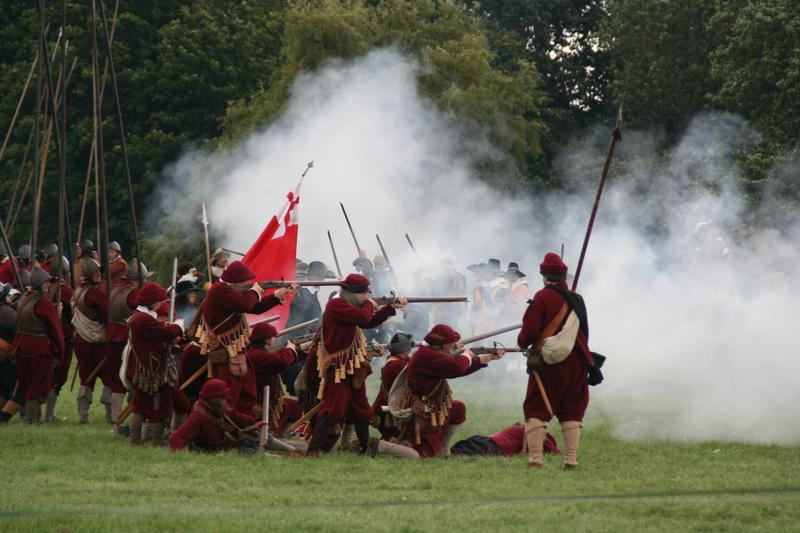
Próba odtworzenia bitwy pod Naseby

Fairfax poprowadził swoją armię na grzbiet milę na północ od Naseby. Na prawym skrzydle umieszczono kawalerię Iretona, na lewym kawalerię Cromwella, a piechotę (8 wielkich regimentów) pod wodzą Skippona w centrum. Naprzeciw Iretona Rojaliści umieścili jazdę dowodzoną przez księcia Ruperta i jego brata Maurycego, podczas gdy 1500 bitnych Północnych Koni dowodzonych przez Langdale’a stanęło naprzeciw Cromwella. W centrum piechota Rojalistów zorganizowana została w trzy tzw. tercios (czworoboki piechoty na wzór hiszpański – pikinierzy w środku, otoczeni przez muszkieterów) dowodzone przez Lorda Astleya. Król dowodził małym odwodem piechoty i swoją gwardią konną (Lifeguard of Horse).
Bitwa rozpoczęła się, gdy dragoni Parlamentu pod wodzą pułkownika Okeya zajęli żywopłoty na prawym skrzydle Rojalistów. Otworzyli ogień i sprowokowali Ruperta do szarży. Większość regimentów jazdy Iretona zostało przełamanych i zmuszonych do ucieczki, niektóre z nich dotarły aż do Northampton. Rupert prowadził swoich żołnierzy do uporczywego pościgu za umykającym nieprzyjacielem, zostawiając w ten sposób niektórych żołnierzy Iretona z tyłu, tylko w tymczasowym nieporządku. Nastąpiło teraz generalne uderzenie całej piechoty Rojalistów. Początkowo centrum Rojalistów i lewe skrzydło posuwały się naprzód, podczas gdy skrzydło prawe wydawało się chwiać z powodu piechoty Parlamentu, znajdującej poza zasięgiem wzroku, za szczytem wznoszącego się grzbietu. Nagle piechota Parlamentu ruszyła na sam szczyt grzbietu i obie strony oddały salwę. Ponieważ centrum Parlamentu ulegało coraz potężniejszemu naciskowi starych, zaprawionych w bojach regimentów piechoty Rojalistów, Ireton poprowadził na pomoc pozostałość ze swojej jazdy. Został zrzucony z konia, raniony i wzięty do niewoli. W tym momencie cała linia piechoty Parlamentu zbliżała się do momentu prowadzącego do załamania i ucieczki, jednak zapobiegł temu generał piechoty (General of Foot) Philip Skippon, zagrzewając swe wojska do niezachwianego oporu.
W międzyczasie na prawym skrzydle Parlamentu kawaleria Cromwella, prawdopodobnie dowodzona przez Thomasa Fairfaxa, stanęła naprzeciw kawalerii Rojalistów, niewyrażającej chęci ani do szarży, ani do wsparcia swej piechoty z obawy przed zagrożeniem ze skrzydła. W końcu po godzinie jazda Rojalistów ruszyła do szarży, a wojska Cromwella wyszły im naprzeciw. Żołnierze Langdale’a byli nie tylko oskrzydleni i słabsi liczebnie w stosunku 1:2, lecz do tego zmuszeni zostali do szarży w górę wzniesienia, pokrytego licznymi krzakami, które dodatkowo spowalniały impet. Po krótkim starciu zostali całkowicie rozgromieni. W odróżnieniu od Ruperta, Cromwell wysłał w pościg za uciekającym wrogiem jedynie 2 regimenty, a swoje odwody zwrócił przeciwko centrum Rojalistów. Dragoni Oakeya i część jazdy Iretona także uderzyły z drugiego skrzydła. Słabsza liczebnie i otaczana ze skrzydeł piechota Rojalistów po desperackim oporze zmuszona została do odwrotu, zostawiając licznych zabitych i rannych. Jeden z regimentów, tzw. Niebieskie Płaszcze (Bluecoats) księcia Ruperta, stał niewzruszony i opierał się zwycięskim siłom Parlamentu, musiał jednak paść przed ogromną przewagą liczebną nieprzyjaciela. Król, patrząc jak ginie tak wspaniały regiment piechoty, nie mógł wytrzymać i usiłował poprowadzić swą gwardię (Lifeguard of Horse) na ratunek, jednak został powstrzymany przed tym szalonym czynem przez szkockiego hrabiego Carnwatha.
Kawaleria Ruperta galopowała przez 2 mile, aż dotarła do taborów wojsk Parlamentu, bronionych jedynie przez niewielki oddział. Gdy Rupert wraz ze swoją kawalerią wrócił na pole bitwy, było już za późno na uratowanie armii Rojalistów. Wojska Rojalistów w odległości mili od swych początkowych pozycji zdołały się co prawda częściowo przegrupować, lecz nie odważyły się ponownie zaatakować. Gdy Fairfax przegrupował swe siły i ruszył do natarcia, armia Rojalistów uszła z pola bitwy. Siły Fairfaxa ścigały Rojalistów do Leicester, próbując ostatecznie zniszczyć ich armię, jako liczącą się siłę bojową. Znaczna część żołnierzy Rojalistów pomyliła drogę do Leicester i dotarła do podwórza kościelnego, skąd nie było już drogi ucieczki. Wszyscy zostali wybici. Wojska Parlamentu zamordowały 100 kobiet obozowych tylko dlatego, że uważano je za Irlandki, choć podobno były Walijkami, których język pomylono z Irlandzkim.

## Po bitwie
18 maja Fairfax odzyskał Leicester. Siły wojskowe Rojalistów zostały zupełnie rozgromione (około 1000 żołnierzy poległo, 5000 dostało się do niewoli). Król stracił swoje zaprawione w bojach regimenty piechoty (a z nimi 500 oficerów), całą artylerię i dużą ilość wszelkiego typu sprzętu i uzbrojenia. Nie był zdolny do podjęcia walki bez zastąpienia utraconych sił nowymi zaciągami. Nowe zaciągi nie mogły jednak osiągnąć poziomu wyszkolenia starych weteranów, których stracił pod Naseby.
Po bitwie pod Naseby wojna trwała jeszcze przez rok i zakończyła się zwycięstwem Parlamentu.